# ایزوبل لنارت
ایزوبل لنارت (انگلیسی: Isobel Lennart؛ ۱۸ مه ۱۹۱۵ – ۲۵ ژانویه ۱۹۷۱) فیلم‌نامه‌نویس و نمایشنامه‌نویس اهل ایالات متحده آمریکا بود.
در کودکی، لنارت به فلج اطفال مبتلا شد و ده سال را در بریس های پا گذراند.
او بیشتر برای نوشتن کتاب برای تئاتر موزیکال برادوی، دختر بامزه که نمایش نخستش در سال ۱۹۶۴ بود، شناخته شده است. گرچه، او همچنین برای فیلم‌های موفق هالیوودی که بازیگران مطرح در آن‌ها نقش داشتند و برخی از آن‌ها نامزد جایزه اسکار شدند هم، فیلم‌نامه نوشت.